# A Váratlan utazás epizódjainak listája
Ez a szócikk a Váratlan utazás című sorozat epizódjait listázza.

## Áttekintés
| Évad | Évad | Részek száma | Részek száma | Eredeti sugárzás  | Eredeti sugárzás  | Magyar sugárzás      | Magyar sugárzás      |
| Évad | Évad | Részek száma | Részek száma | Évadbemutató      | Évadzáró          | Évadbemutató         | Évadzáró             |
| ---- | ---- | ------------ | ------------ | ----------------- | ----------------- | -------------------- | -------------------- |
|      | 1.   | 13           | 13           | 1990. január 7.   | 1990. május 21.   | 1993. szeptember 4.  | 1993. november 27.   |
|      | 2.   | 13           | 13           | 1990. december 2. | 1991. február 24. | 1993. december 4.    | 1994. március 5.     |
|      | 3.   | 13           | 13           | 1992. január 12.  | 1992. április 5.  | 1994. április 2.     | 1994. július 2.      |
|      | 4.   | 13           | 13           | 1993. január 17.  | 1993. április 11. | 1994. szeptember 11. | 1994. december 4.    |
|      | 5.   | 13           | 13           | 1994. január 9.   | 1994. március 27. | 1996. január 6.      | 1996. március 30.    |
|      | 6.   | 13           | 13           | 1995. január 15.  | 1995. április 2.  | 1997. szeptember 1.  | 1997. szeptember 22. |
|      | 7.   | 13           | 13           | 1996. január 14.  | 1996. március 31. | 1997. szeptember 23. | 1997. október 14.    |

### Első évad (1989)
| Sor. | Év. | Cím                                                                 | Rendező         | Író             | Premier                               | Gyártási szám |
| --- | --- | ------------------------------------------------------------------- | --------------- | --------------- | ------------------------------------- | ------------- |
| 1. | 1.  | Az utazás elkezdődik (The Journey Begins)                           | Paul Shapiro    | Patricia Watson | 1990. január 7. 1993. szeptember 4.   | 101           |
| A Stanley import a főkönyvelő sikkasztása miatt tönkrement. Így a vállalat tulajdonosa, Blair Stanley háziőrizetben van mindaddig, amíg nem tisztázza magát. Félárva kislányát, Sara-t így kénytelen jobb meggyőződése ellenére anyai rokonaihoz, Prince Edward szigetére küldeni a dadus társaságában. Az anyai rokonság népes családdal dicsekedhet. Két nagynénivel (ezek vénlányok), és két nagybácsival és azok gyerekeivel. Sara Hetty nénihez, a szigorú és csípős nyelvű vénlány tanítónőhöz kerül. |     |                                                                     |                 |                 |                                       |               |
| 2. | 2.  | A mesemondó lány rászolgál a nevére (The Story Girl Earns Her Name) | Bruce Pittman   | Patricia Watson | 1990. január 14. 1993. szeptember 11. | 102           |
| Sara véletlenül segít egy szélhámosnak megszökni a városból a vetítettképes előadás bevételével, amit az iskola könyvtárának ajánlottak fel. Hogy jóvá tegye ezt a hibát, Sara új vetítettképes előadást szervez a félénk Jasper Dale segítségével. Sally Potts irigykedik Sara ötletén és gonosz tervet forral ki, az előadás elrontására. |     |                                                                     |                 |                 |                                       |               |
| 3. | 3.  | A karantén (The Quarantine at Alexander Abraham's)                  | Don McBrearty   | Heather Conkie  | 1990. január 21. 1993. szeptember 18. | 103           |
| Rachel Lynde Alexander Abraham farmjára megy, hogy megkeressen egy fiút, aki a vasárnapi iskolából merészelt hiányozni. Miután Sara és Felix erről a szándékáról tudomást szerez, szintén a farmra sietnek, hogy pajtásukat figyelmeztessék. A tanyához érkezve mindhárman szembesülnek azzal a ténnyel, hogy a fiú már nem él a tanyán, és az "öreg Abraham" himlő miatt karantén alatt áll. Nekik is osztozkodniuk kell a szobafogságon, mert fennáll a veszélye, hogy ők is megkapták a himlőt. |     |                                                                     |                 |                 |                                       |               |
| 4. | 4.  | Duncan életre kel (The Materializing of Duncan McTavish)            | Don McBrearty   | Heather Conkie  | 1990. január 28. 1993. szeptember 25. | 104           |
| A kíváncsi Rachel Lynde meglehetősen tapintatlanul azt firtatja, miért nem ment Marilla sohasem férjhez, noha annak idején John Blythe udvarolt neki. A feldühített Marilla kitalált egy nem létező udvarlót, akinek nevét épp akkor olvasta az újságban. Reméli, hogy e kegyes hazugsággal elejét veszi a további kérdezősködésnek. Meséje szerint a hajdani kérő Duncan McTavish. |     |                                                                     |                 |                 |                                       |               |
| 5. | 5.  | A jó öreg Lady Lloyd (Old Lady Lloyd)                               | Bruce Pittman   | Fiona McHugh    | 1990. február 4. 1993. október 2.     | 105           |
| Sara érdeklődését felkelti egy roskatag, ódon épület. Unokatestvéreitől megtudja, hogy tulajdonosa a mosolytalan, embergyűlölő Lady Lloyd. A kíváncsi kislány felkeresi az öreg hölgyet, aki ugyan nem örül a kislánynak, de készséggel segít rajta, amikor az megsérül. A Saraból sugárzó szeretetnek és bájnak az öreg hölgy képtelen ellenállni és lassan felenged a kislány irányában. |     |                                                                     |                 |                 |                                       |               |
| 6. | 6.  | A puding próbája (Proof of the Pudding)                             | Dick Benner     | Suzette Couture | 1990. február 11. 1993. október 9.    | 106           |
| Az egyre önállóbb Felicity rosszallással veszi tudomásul édesanyja engedékenységét kisebb gyerekei iránt. Amikor szülei a városba készülődnek és a gyerekeket Felicity-re bízzák, a kislány elhatározza, nagyon szigorú lesz testvéreihez. A szülők éppen indulóban vannak, amikor a postás levelet hoz, mely egy idős nagynéni látogatásáról értesít. A szülők a gyerekek lelkére kötik, hogy a nagynénivel jó hangosan beszéljenek, mert az idős hölgy süket. A nagynéni helyett azonban a kormányzóné érkezik meg.                                                                                               |     |                                                                     |                 |                 |                                       |               |
| 7. | 7.  | Megtért lelkek (Conversions)                                        | Stuart Gillard  | Patricia Watson | 1990. február 18. 1993. október 16.   | 107           |
| A King farm bérese, Peter Craig látszólag nem tudja ellátni a ház körüli teendőit. Hetty néni elbocsátja állásából. Ám mikor Peter influenzával ágynak esik, a King család rádöbben mennyire fontos is a fiú az életükben. |     |                                                                     |                 |                 |                                       |               |
| 8. | 8.  | Abigél néni kérője (Aunt Abigail's Beau)                            | F. Harvey Frost | Heather Conkie  | 1990. február 25. 1993. október 23.   | 108           |
| Felicity és Sara Abigél nénihez - Felicity édesanyja vénlány húgához - mennek segédkezni a befőzéshez. Sara fantáziáját izgatja, hogy miért maradt vénlány, noha a fotók tanúsága szerint szemrevaló teremtés volt. Felicity édesanyja szerint azért, mert túlságosan önálló volt, akaratos és nem akart alkalmazkodni senkihez, pedig sok udvarlója volt. Váratlanul felbukkan egyik legkitartóbb kérője, az igen módos, csupa szív, ámde kissé faragatlan és nagyon rendetlen Malcolm. |     |                                                                     |                 |                 |                                       |               |
| 9. | 9.  | Malcolm és a baba (Malcolm and the Baby)                            | F. Harvey Frost | Heather Conkie  | 1990. március 4. 1993. október 30.    | 109           |
| Malcolm gyereket szeretne, Abigail azonban nem. Ám mikor Felicity és Sara egy talált árva babát tesznek a ház küszöbére, Abigail is belátja, hogy segíteni kell a csöppségen. |     |                                                                     |                 |                 |                                       |               |
| 10. | 10. | Felicity fogadása (Felicity's Challenge)                            | Bruce Pittman   | Lori Fleming    | 1990. április 2. 1993. november 6.    | 110           |
| Közeledik a szüreti bál. Kisebb problémák támadnak, mikor Edward Ray kamasz szerelemre lobban Felicity iránt. Eközben Felicity a bál királynője címért verseng. |     |                                                                     |                 |                 |                                       |               |
| 11. | 11. | A jó boszorkány (The Witch of Avonlea)                              | Rene Bonniere   | Suzette Coutur  | 1990. május 7. 1993. november 13.     | 111           |
| Sara és a gyerekek hóviharba keverednek és Peg Bowen kunyhójában keresnek menedéket. Nemsokára kiderül, hogy az Avonlea Boszorkány nem is olyan félelmetes és még segít is Felixnek az iskolai problémái megoldásában. |     |                                                                     |                 |                 |                                       |               |
| 12. | 12. | Arabella King kék ládikója (The Blue Chest of Arabella King)        | Don McBrearty   | Heather Conkie  | 1990. május 14. 1993. november 20.    | 112           |
| Egy misztikus láda van már évek óta elzárva a King tanya padlásán. Mikor Felix és Andrew megtalálja, meg vannak róla győződve, hogy kincseket rejt. Miközben tovább nyomoznak az ügyben, Felix felfedezi, hogy Olivia és Jasper között szerelem alakult ki. |     |                                                                     |                 |                 |                                       |               |
| 13. | 13. | Kellemes meglepetés (Nothing Endures But Change)                    | Stuart Gillard  | Heather Conkie  | 1990. május 21. 1993. november 27.    | 113           |
| Kiderül Blair Stanley ártatlansága, aki azon nyomban siet szeretett kislányához, hogy magával vigye Montrealba. Sara végtelenül megörül rég nem látott édesapjának, akiről rokonai gyakran tettek kétértelmű megjegyzéseket, de nem örül a rokonaitól való hirtelen elválásnak. Hetty néni, mivel már Olivia is dolgozó nő, egyre többet van egyedül, egyre inkább ragaszkodik a jóeszű, csupa szív Sarahoz, aki azon mesterkedik, hogy édesapját és Hetty nénit kibékítse. Nem akarja, hogy a felnőttek gyűlölete megrontsa felhőtlen viszonyukat, mert ő Hetty nénihez mindig családtagként szeretne visszatérni. |     |                                                                     |                 |                 |                                       |               |

### Második évad (1990)
| Sor. | Év. | Cím                                                                                   | Rendező         | Író              | Premier                               | Gyártási szám |
| --- | --- | ------------------------------------------------------------------------------------- | --------------- | ---------------- | ------------------------------------- | ------------- |
| 14. | 1.  | Sara hazatérése (Sara's Homecoming)                                                   | Rene Bonniere   | Heather Conkie   | 1990. december 2. 1993. december 4.   | 201           |
| Sarat nagy csalódás éri az apai házban, mert apjának üzleti gondjai miatt alig marad ideje, hogy vele találkozzon. Magányosságában egyetlen igazi társa a jó öreg dadus. Egy áruátvételnél édesapja súlyosan megsebesül és tragikus hirtelenséggel meghal. A dadus ismét felkerekedik Saraval, hogy elvigye a kislányt anyai rokonaihoz. A szeretetteljes fogadtatás sem feledteti apja hiányát, így amikor egy jósnő érkezik a faluba, Sara az ő közreműködésével akar édesapja szellemével kapcsolatba kerülni.                                         |     |                                                                                       |                 |                  |                                       |               |
| 15. | 2.  | A csókolózás művészete (How Kissing Was Discovered)                                   | Rene Bonniere   | Suzette Couture  | 1990. december 9. 1993. december 11.  | 202           |
| Felicity már felnőtt hölgynek érzi magát, nagylányoknak való könyvet olvas, unja testvérei és Sara társaságát. Sokat nézi magát a tükörben és egy titokzatos, kellemes külsejű fiatalemberről ábrándozik. Váratlanul találkozik "álmai lovagjával" is. Amikor megtudja, hogy a fiatalemberrel a jótékonysági bálon találkozhat, a szülői tilalom ellenére megjelenik a felnőttek között és alaposan megszégyenül. |     |                                                                                       |                 |                  |                                       |               |
| 16. | 3.  | Hetty néni kitüntetése (Aunt Hetty's Ordeal)                                          | Stuart Gillard  | Marlene Matthews | 1990. december 16. 1993. december 18. | 203           |
| A tanulók Hetty néni irányításával lázasan készülnek a kormányzó ünnepélyes fogadására. Az oktatásügyi hivatalból hajdani vetélytársnőjétől, Muriel Stacy-től Hetty néni levelet kap, amelyet félreért és megsértődik. Hetty néni felkeresi a konzervgyárban dolgozó fiatal írástudatlan fiúkat és arra buzdítja őket, járjanak iskolába, tanuljanak meg írni-olvasni. Egyetlen jelentkező akad, a túlkoros Gus Pike, aki a napi kemény munka ellenére szorgalmasan tanul, mert célja, hogy olyan családot alapítson, mint Alec King.                     |     |                                                                                       |                 |                  |                                       |               |
| 17. | 4.  | Fűzőkről, titkokról és igaz szerelmekről (Of Corsets and Secrets and True, True Love) | Rene Bonniere   | Marlene Matthews | 1990. december 23. 1994. január 2.    | 204           |
| Marilla egyetlen rokona járvány áldozata lett. Árvái, egy kislány és egy kisfiú, átmenetileg Marillához kerülnek, s ő azonnal szívébe fogadja a két tündéri bájosságú, ámde még neveletlen gyermeket. A két idős hölgy eddigi békés egymás mellett élése hirtelen megszakad, mert merőben más elképzeléseket vallanak a gyermeknevelésről. Rachel ultimátumszerűen közli Marillával, ha az árvák maradnak, ő panzióba vonul. Marilla nem enged a zsarolásnak.                                                                                             |     |                                                                                       |                 |                  |                                       |               |
| 18. | 5.  | Régi civódások, régi szerelem (Old Quarrels, Old Love)                                | Allan King      | Heather Conkie   | 1990. december 30. 1994. január 8.    | 205           |
| Avonlea lakói izgalommal készülnek a dúsgazdag Hardy lány nagy látványosságnak ígérkező esküvőjére. Az ünnepségen Hetty néni összefut hajdani szerelmével, akit már 36 éve nem látott. Romney-ből azóta híres festőművész lett. A különc férfi szeretné régi szép kapcsolatukat felújítani, de Hetty rendre visszautasítja. Amikor végre meggondolja magát, Romney elmenekül a találkozás elől, mert súlyos, gyógyíthatatlan betegség tör ki rajta és nem akarja, hogy ifjúkori szerelme ilyen nyomorult állapotban lássa.                                |     |                                                                                       |                 |                  |                                       |               |
| 19. | 6.  | Aki mer, az nyer (May the Best Man Win)                                               | Rene Bonniere   | Heather Conkie   | 1991. január 6. 1994. január 16.      | 206           |
| Olivia és Jasper már a közös munka miatt is közelebb kerülnek egymáshoz és egyre több időt töltenek együtt. Mindezt Hetty néni féltékenyen figyeli. Sara őszinte szívvel drukkol nekik, de Felix szerint már öregek a házasságkötéshez. Hetty lelkét újabb esemény dúlja fel. Váratlanul feltűnik a megözvegyült Edwin Clark, aki korábban Oliviának udvarolt. A pletykás öreg hölgyek szerint Edwint Hetty üldözte el Olivia mellől. Az ifjú hölgy nagy dilemma előtt áll: a félénk és dadogós Jaspert válassza vagy a jóképű, rámenős és gazdag Edwint? |     |                                                                                       |                 |                  |                                       |               |
| 20. | 7.  | Családi viszály (Family Rivalry)                                                      | F. Harvey Frost | Jerome McCann    | 1991. január 13. 1994. január 23.     | 207           |
| Janet King anyai örömök elé néz. A King család tagjai vegyes érzésekkel várják Andrew édesapjának, Rogernak érkezését. Hetty néninek Roger volt a kedvence, mindig kényeztette. Alec ezért bizonyos fokig féltékeny volt bátyjára. Andrew nagy izgalommal várja apját, mert sok-sok problémát szeretne vele megbeszélni, és élményeit is megosztani. A professzor azonban tudományos elfoglaltságára hivatkozva rendszeresen kitér fia közeledése elől.                                                                                                   |     |                                                                                       |                 |                  |                                       |               |
| 21. | 8.  | A tengeri kísértet (Sea Ghost)                                                        | Allan King      | Janet Maclean    | 1991. január 20. 1994. január 29.     | 208           |
| A sziget és Avonlea lakóinak nyugalmát alaposan felkavarták a szeszcsempészek, akik az éj leple alatt érkeztek a szigetre. Sara és unokatestvérei rendszeresen a világítótoronynál játszanak. Egy alkalommal felségjel nélküli hajót vesznek észre. Tanúi lesznek, amint a hajóról egy Abraham nevű férfi felkeresi a világítótorony őrét, Crane kapitányt. Kihallgatják, hogy a férfi apai jogaira hivatkozva visszaköveteli magának a törekvő és szorgalmas Gus-t, akit a kapitány pártfogol.                                                           |     |                                                                                       |                 |                  |                                       |               |
| 22. | 9.  | Minden, ami fénylik (All That Glitters)                                               | F. Harvey Frost | Janet Maclean    | 1991. január 27. 1994. február 5.     | 209           |
| Avonlea hölgyei közadakozásból még a tél előtt szeretnék megjavítani a templom tetejét. Sara a világítótoronynál egy aranypénzt talál, mely még a spanyol hódítás idejéből származik. A lelet nem csak a gyerekek, de a hölgyek fantáziáját is felgyújtotta, mert tudomásuk van róla, hogy hajdan az első telepesek közül valaki kincset rejtett el a szigeten. Avonlea apraja-nagyja kincs után kutat. |     |                                                                                       |                 |                  |                                       |               |
| 23. | 10. | Az álmok lovagja (Dreamer of Dreams)                                                  | Allan King      | Heather Conkie   | 1991. január 3. 1994. február 12.     | 210           |
| Jasper egyre több találmánnyal rukkol elő, de a rosszmájú hölgyek kinevetik a "zseniális" feltalálót. Sőt annak is fültanúja, hogyan pletykálkodnak Oliviáról és róla. A férfi elbátortalanodik, és többé nem jelentkezik a lánynál. A laptulajdonos távollétében Olivia irányítja a szerkesztőséget, ahova több ízben betörnek, és pénzt rabolnak. A gyanú Oliviára terelődik. Sara és unokatestvérei Jasper segítségével zseniális tervet dolgoznak ki a tettes leleplezésére.                                                                          |     |                                                                                       |                 |                  |                                       |               |
| 24. | 11. | Csak színház, semmi más... (It's Just a Stage)                                        | Rene Bonniere   | Marlene Matthews | 1991. január 10. 1994. február 19.    | 211           |
| A híres téli vásár versenyén az első díjas hízó tenyésztője Pat Fruan, a faragatlan agglegény lesz, akiért Theodora már húsz éve hiába epekedik. Theodora helyzetét még elviselhetetlenebbé teszi a szépséges színésznő, Pigeon Plumbtree érkezése, aki azonnal rabul ejti a férfi szívét. A színésznő varázsának Sara sem tud ellenállni és elhatározza, hogy ő is színészi pályára lép, ha megnő. |     |                                                                                       |                 |                  |                                       |               |
| 25. | 12. | Az anyai szeretet (A Mother's Love)                                                   | Don McBrearty   | Suzette Couture  | 1991. január 17. 1994. február 26.    | 212           |
| A lányokat egy újsághirdetés tartja nagy izgalomban. Fogalmazványt kell írni az édesanyákról, amelyeket zsűri bírál el. A nyertes, édesanyjával elutazhat Charlottetownba, ahol fotográfiájuk megjelenik az újságban is. Sara elhatározza, hogy Hetty néniről ír, mint a legjobb édesanyáról. Felicity kineveti ezért, sőt fogalmazását is kiragadja a kezéből. Sara bosszút agyal ki... |     |                                                                                       |                 |                  |                                       |               |
| 26. | 13. | Csámpás csodák (Misfits and Miracles)                                                 | F. Harvey Frost | Heather Conkie   | 1991. január 24. 1994. március 5.     | 213           |
| Az országos kiértékelés során a sziget tanulmányi téren kiemelkedő helyezést ért el. Ennek eredményeként a testnevelést felvették a hivatalos tantárgyak közé, téli sportnak pedig a jéghokit. A falu izgalommal készülődik a profi és az amatőr jéghokicsapatok mérkőzésére. Az amatőrökhöz beáll a boszorkány hírében álló Peg Bowen is. A jéghokimérkőzés általános izgalma közepette csak Sara veszi észre, hogy Felicity édesanyjánál megkezdődtek a szülési fájdalmak.                                                                              |     |                                                                                       |                 |                  |                                       |               |

### Harmadik évad (1992)
| Sor. | Év. | Cím | Rendező           | Író              | Premier                            | Gyártási szám |
| --- | --- | --- | ----------------- | ---------------- | ---------------------------------- | ------------- |
| 27. | 1.  | Örök kötelék (The Ties That Bind)                                                                        | F. Harvey Frost   | Heather Conkie   | 1992. január 12. 1994. április 2.  | 301           |
| Hetty néni hallani sem akar Olivia és Jasper félresikerült romantikus menyasszony-szöktetési tervéről. A hagyományoknak megfelelően egyházi és polgári esküvőt akar sok vendéggel. Mindezek megszervezését energikusan intézi. Az esküvő ennek ellenére sok izgalom és félreértés közepette zajlik. |     | |                   |                  |                                    |               |
| 28. | 2.  | Felix és Blackie (Felix and Blackie)                                                                     | Allan King        | Heather Conkie   | 1992. január 19. 1994. április 23. | 302           |
| Felix kézbesítő szolgálatot indít annak érdekében, hogy kedves lovát, Blackie-t, megóvja attól, hogy eladják. Mikor Felix büszkesége felülkerekedik a józan észen, bekövetkezik a katasztrófa. |     | |                   |                  |                                    |               |
| 29. | 3.  | Új szemlélet (Another Point of View)                                                                     | Allan King        | Charles Lazer    | 1992. január 26. 1994. május 14.   | 303           |
| Hetty szigorúsága miatt nemcsak a nebulók, de a szülők is tiltakoznak. Az Iskolatanács azt javasolja, hogy új módszerekkel tanítson, de erre Hetty nem hajlandó, inkább felmond. Az Iskolatanács sok sikertelen meghallgatás után egy elcsapott színész személyében megtalálja az ideális tanerőt. Mr. Dimple-ről később kiderül, hogy az egész várost lóvá tette, de a tanulmányi versenyen bebizonyosodik új módszerének vitathatatlan eredményessége.                           |     | |                   |                  |                                    |               |
| 30. | 4.  | "... de ha rossz volt, olyan rossz nincs ..." -1. rész (But When She Was Bad... She Was Horrid:, Part 1) | Don McBrearty     | Marlene Matthews | 1992. február 2. 1994. április 9.  | 304           |
| Az egyre önállóbb Sara nehezen viseli Hetty néni állandó korholásait. Igazi összeütközésre a ruhavásárlásnál kerül sor. Sara csupa csipke, párizsi modellt szeretne, ám Hetty néni praktikus és anyagi okok miatt egy nyűhetetlen iskolaköpenyt vásárol. Az önérzetében mélyen megsértett kislány fellázad az indokolatlannak látszó szigorúság ellen, és amikor a véletlen útjába hozza mosdatlan szájú utcagyerek alteregóját, már tudja is, hogyan leckéztesse meg Hetty nénit. |     | |                   |                  |                                    |               |
| 31. | 5.  | "... de ha rossz volt, olyan rossz nincs ..." -2. rész (But When She Was Bad... She Was Horrid:, Part 2) | Don McBrearty     | Marlene Matthews | 1992. február 9. 1994. április 16. | 305           |
| Sara Gus Pike társaságában a kikötő forgatagában találja magát. Itt mindkettőjüket nem várt és igen kellemetlen meglepetések érik. Hála a fiú talpraesettségének, no meg a szerencsének, a kellemetlen kutyaszorító helyzetből megszabadulnak. Sara bölcsebb lett egy tapasztalattal: hallgatni kell Hetty nénire-ha még oly kényelmetlen néha, mert cselekedeteit mérhetetlen tapasztalat és az iránta érzett szeretet és aggodalom vezérli.                                      |     | |                   |                  |                                    |               |
| 32. | 6.  | Janet néni lázadása (Aunt Janet Rebels)                                                                  | F. Harvey Frost   | Janet Maclean    | 1992. február 16. 1994. május 7.   | 306           |
| A Keresztény Nők Antialkoholista Ligájának gyűlésén a lelkes szüfrazsett, Amelia Sandhurst arra biztatja az összegyűlt hölgyeket, vívják ki szavazati jogukat, hogy ezzel beleszólhassanak a történelem és saját sorsuk irányításába. Szavai mély benyomást keltenek Janet Kingben, akinek vállán nagy családja összes gondja nyugszik. Janet fellázad sorsa ellen és a tettek mezejére lép.                                                                                       |     | |                   |                  |                                    |               |
| 33. | 7.  | Egy sötét és viharos éjszaka (A Dark and Stormy Night)                                                   | Allan King        | Hart Hanson      | 1992. február 23. 1994. május 21.  | 307           |
| A romantikára hajlamos Gus Pike egy sötét, viharos éjszakán segítséget nyújt az üldözője elől kétségbeesetten menekülő szépséges ifjú hölgynek. Ettől kezdve a csinos Amanda orránál fogva vezeti a gyanútlan fiút, hogy nagyszabású rablási tervét cinkostársával együtt végrehajtsa. Felicity azonban gyanút fog, érzi, Gus nagy bajba került, és Sara segítségével nyomozni kezdenek a két titokzatos idegen után.                                                              |     | |                   |                  |                                    |               |
| 34. | 8.  | Barátok és rokonok (Friends and Relations)                                                               | Stephen Surjik    | Heather Conkie   | 1992. március 1. 1994. május 28.   | 308           |
| A népes King família hölgy tagjai nagy izgalommal készülnek a városban rendezett jótékonysági árverésre. Indulásuk nem kecsegtet sok jóval, mert Abigél egyszem gyermeke miatt parázs vitába keverednek. Az árverésen Janet adósságba veri magát. |     | |                   |                  |                                    |               |
| 35. | 9.  | Elhallgatások (Vows of Silence)                                                                          | Gilbert Shilton   | Hart Hanson      | 1992. március 8. 1994. június 4.   | 309           |
| Avonlea-be új tiszteletes érkezik. Első dörgedelmes prédikációjával vegyes érzelmeket vált ki a gyülekezet tagjaiból. Szavai mégsem hullanak terméketlen talajra, mert a szereplési viszketegség és a hazugság bűnébe esett Felicity hosszas vívódás után őszinte bocsánatkéréssel fordul édesanyjához. |     | |                   |                  |                                    |               |
| 36. | 10. | Ha elmúltak a mézeshetek (After the Honeymoon)                                                           | Don McBrearty     | Janet Maclean    | 1992. március 15. 1994. június 11. | 310           |
| A tudományos érdeklődésű Jasper egyre több időt tölt a padláson a denevérek megfigyelésével. A sokat publikáló doktor Carvert is vendégségbe hívja, hogy eszmét cseréljenek. Az állomáson derül ki, hogy dr. Carver - hölgy. Olivia féltékeny lesz - nem egészen alaptalanul. Az okos Hetty hasznos tanáccsal szolgál a baj orvoslására. |     | |                   |                  |                                    |               |
| 37. | 11. | Előkelő társaság (High Society)                                                                          | George Bloomfield | Janet Maclean    | 1992. március 22. 1994. június 18. | 311           |
| Felicity kiváló tanulmányi eredménye miatt ingyenes felvételre pályázhat a kingsporti Felsőbb Leánynevelő Intézetbe. A meghallgatáson jó benyomást szeretne kelteni, ezért kölcsönkéri Sara ruháit. Előkelő származású társnőinek hatására - azok sznobizmusán is túllépve - még szüleit is letagadja. Nagyzási mániája miatt alapos leckét kapva megszégyenül, de van lelkiereje ahhoz, hogy bűnét bevallja és bocsánatot kérjen...                                               |     | |                   |                  |                                    |               |
| 38. | 12. | Balszerencsés udvarlás (The Calamitous Courting of Hetty King)                                           | Stuart Gillard    | Marlene Matthews | 1992. március 29. 1994. június 25. | 312           |
| Szárnyára kapja a hír Avonlea-ben a korcsolyaárus nevét. Amint kiderül, hogy Walter Higgins agglegény, szinte minden magányos hölgy érdeklődve fordul feléje. Ennek köszönhetően föllendül az üzlet forgalma. Az egyik pár korcsolyacipőtől azonban semmi pénzért sem hajlandó megválni a kereskedő. Úgy tartja: az a cipő csak a választottja lábára illik. Csodák csodájára - és Hetty néni legnagyobb ámulatára - a cipőt mintha csak az ő lábára öntötték volna.               |     | |                   |                  |                                    |               |
| 39. | 13. | Régi barátok, régi sérelmek (Old Friends, Old Wounds)                                                    | George Bloomfield | Heather Conkie   | 1992. április 5. 1994. július 2.   | 313           |
| Marilla Cuthbert hirtelen halála annyira megviseli Rachel Lynde-et, mint még eddig soha semmi sem. De mielőtt régi barátnője halála miatt bánkódhatna, Rachel megtudja, hogy a Zöld Ormot el fogják adni a távoli Cuthbert rokonok és csak Dora Keith szeretnék magukkal vinni, Davey-t (mivel túl sok probléma van a fiúval) nem. Életében először történik meg Rachellel, hogy nem tudja mitévő legyen. Végül a mogorva szomszéd, Mr. Harris segít a bajbajutottakon.            |     | |                   |                  |                                    |               |

### Negyedik évad (1993)
| Sor. | Év. | Cím                                                | Rendező         | Író              | Premier                                | Gyártási szám |
| --- | --- | -------------------------------------------------- | --------------- | ---------------- | -------------------------------------- | ------------- |
| 40. | 1.  | Családi viszály (Tug of War)                       | Don McBrearty   | Leila Basen      | 1993. január 17. 1994. szeptember 11.  | 401           |
| A szórakozott Jasper újabb találmányon töri a fejét, így nem is érzékeli Olivia előrehaladott állapotát. Megérkezik azonban excentrikus, népes rokonsága, hogy segédkezzenek a szülésnél és a gyerekágy mellett. A Dale família Kingéknél száll meg. A racionális Hetty a kevésbé abnormálisakat vállalja. A kényszerű összezártság miatt a két család között egyre nagyobb a feszültség. Sara és Felix ezen varázsitallal szeretne segíteni. A kedélyesnek induló beszélgetés heves vitába torkollik, hiszen egyáltalán nem mindegy, hogy a King vagy a Dale dinasztia sarja-e az ember. Olivia, Jasper segédlete mellett, egészséges, szép fiúgyermeknek ad életet. |     |                                                    |                 |                  |                                        |               |
| 41. | 2.  | A hölgy és a tőr (Lady and the Blade)              | Otta Hanus      | Deborah Nathan   | 1993. január 17. 1994. október 2.      | 402           |
| Erővel sem lehetne elvinni Olivia kisfia mellől Hetty nénit. A falu óriási gondban van a helyettesítő tanár miatt. Eddig a próbaidő után még minden jelentkező megfutamodott. Hetty néni írói babérra pályázik. Úgy érzi színvonalasabb történetet tud írni, mint napjaink legnépszerűbb írója. Olivia titokban megjelenteti az egyik novelláját, a kiadó pedig további epizódok írására kéri fel. Új tanár érkezik a városba. Pettibone ezredes korábban a katonai akadémia igazgatója volt. |     |                                                    |                 |                  |                                        |               |
| 42. | 3.  | A Vernon-parti incidens (Incident at Vernon River) | F. Harvey Frost | Rich Drew        | 1993. január 24. 1994. szeptember 18.  | 403           |
| Felix a születésnapjára készül. Minden vágya egy Stevens-puska, azonban látcsövet kap ajándékba. Arthur, a helyettesítő tanár fia állatorvosnak készül. Elutazik, hogy újra láthassa kistestvéreit. Apa és fia között nem változott semmi, ugyanolyan hűvös a kapcsolatuk, mint régen. Felicity King első látásra beleszeret Arthurba. Felix titokban elveszi apja puskáját... |     |                                                    |                 |                  |                                        |               |
| 43. | 4.  | Ezek a fiúk (Boys Will Be Boys)                    | Don McBrearty   | Robert Adetuyi   | 1993. január 31. 1994. október 16.     | 404           |
| Egy szerencsésen végződő tűzeset adja Alec Kingnek az önkéntes tűzoltóegylet megalakításának gondolatát. Rachel Lynde, a városszépítő egyesület elnöke támogatja a tervet. Minden férfi lelkesen vesz részt a tűzoltóedzésen. Már az egyenruhán törik a fejüket, és parancsnokot is kellene választaniuk. Janet természetesen Alec-et javasolja, de Pettibone is jó eséllyel indul a választáson. Ez még inkább beárnyékolja a két férfi viszonyát. Végül szavazásra kerül a sor. |     |                                                    |                 |                  |                                        |               |
| 44. | 5.  | Elhagyatva (Moving On)                             | Stephen Surjik  | Charles Lazer    | 1993. február 7. 1994. október 9.      | 405           |
| Avonlea apraja-nagyja izgatottan várja a Wild West Show vándorszínész-társulat előadását, amely a nagy tisztelettel övezett rettenthetetlen Zak Morgan marsall romantikus életéről szól. A társulat alaposan felkavarja Sara lelkivilágát is... |     |                                                    |                 |                  |                                        |               |
| 45. | 6.  | Evelyn (Evelyn)                                    | Graeme Campbell | Raymond Storey   | 1993. február 14. 1994. szeptember 25. | 406           |
| Alec King és Emet Grer gyermekkori jóbarátok. Emet többévnyi távollét után jön haza letelepedni ifjú, szép feleségével és pólyás lányával. Janettet és Alec-et kéri meg, legyenek a kis Alexandra keresztszülei. Egyik nap Emet és Alec halászni megy, de viharba kerül. Alec nem tudja kimenteni legjobb barátját a hullámsírból. A gyámoltalan fiatalasszony, Evelyn lányával együtt támasz nélkül marad. Alec és gyermekei sokat segítenek neki. Az idős, pletykáló hölgyek ezt nem hagyják szó nélkül. Már Janet is féltékenykedni kezd. |     |                                                    |                 |                  |                                        |               |
| 46. | 7.  | A vacsora (The Dinner)                             | Robert Boyd     | Heather Conkie   | 1993. február 21. 1994. október 23.    | 407           |
| Clive a Fehér Homok Szállodába hívja Hetty nénit vacsorára, hogy végre nyugodtan beszélgethessenek munkájukról. A kis Danielt Felicity gondjaira bízva, Janet és Alec is a szállóba készül. Felix a Pettibone gyerekekkel a világítótoronyhoz megy. Felicity megkéri Sarát, vigyázzon Danielre, mert ő végre kettesben szeretne lenni Gus-szal. |     |                                                    |                 |                  |                                        |               |
| 47. | 8.  | Örökösök és alapítók (Heirs and Graces)            | Don McBrearty   | Hart Hanson      | 1993. február 28. 1994. október 30.    | 408           |
| Felix, Gus tanácsára, a Fehér Homok Szállóba megy állást keresni. Avonlea hölgyei izgatottan készülnek az Alapítók Napjának megünneplésére. |     |                                                    |                 |                  |                                        |               |
| 48. | 9.  | Szívek és virágok (Hearts and Flowers)             | Stephen Surjik  | Hart Hanson      | 1993. március 7. 1994. november 6.     | 409           |
| Gus és Arthur azon versengenek, hogy ki vigye el Felicityt a valentinnapi bálba. Közben pár napra Avonlea-ba érkezik Pierre unokahúga, Suzette, akinek megtetszik Gus. Hetty néninek ihlet kell az írásaihoz, ezért beszáll a Fehér Homok hotelbe, társtulajdonos lesz. |     |                                                    |                 |                  |                                        |               |
| 49. | 10. | Felicity igazi lovagja (Felicity's Perfect Beau)   | Don McBrearty   | Therese Beaupre  | 1993. március 21. 1994. november 13.   | 410           |
| Ha nem keresnéd olyan vadul az igazit, hamarabb rátalálnál - mondja Sara nagy bölcsen a kapkodó Felicity-nek, akinek tetszik Arthur komolysága és felkészültsége, de riasztja mindaz, amit a szerelemről és a házasságról vall. Gus is megkéri a kezét, ő hajlandó akár 2 évig is várni a döntésre. Felicity anyjától és Hetty nénitől kér tanácsot. Felicity megpróbál bölcsen dönteni, elnapolja két évre a választ. |     |                                                    |                 |                  |                                        |               |
| 50. | 11. | Eltűnések (The Disappearance)                      | F. Harvey Frost | Deborah Nathan   | 1993. március 28. 1994. november 20.   | 411           |
| Sara úgy érzi, az újságírás megfelelő foglalkozás lenne számára. Alkalmasságát bizonyítandó, elhatározza riportot készít a Fehér Homok Szállóban tartandó műtárgyárverésről. Lady Blackwell be akarja mutatni unokaöccsét, Jonathant, az üzleti élet kiválóságainak, de figyelmezteti, ezen a tárgyaláson szó sem lehet régiségekről. A sok szép tárgy láttán a fiatalemberben felébred a műgyűjtőszenvedély, és kiadja magát régiségkereskedőnek. |     |                                                    |                 |                  |                                        |               |
| 51. | 12. | Házimozi (Home Movie)                              | Don McBrearty   | Marlene Matthews | 1993. április 4. 1994. november 27.    | 412           |
| Hetty néni szemrehányással illeti Jaspert, mert csak tudományos piszmogással foglalkozik, és nincs állandó keresete. Jasper azonban továbbfejlesztette Edison egyik találmányát, de a gyakorlati kivitelezéshez pénzre lenne szüksége. Sara fantáziát lát benne, és öröksége egy részét a kísérletezésre fordítja. Jasper és Sara ekkor még nem is sejtik, hogy a találmány fogja megmenteni Avonlea-t attól, hogy ingatlanbefektetők olcsón felvásárolják a telkeket és ezzel a várost is... |     |                                                    |                 |                  |                                        |               |
| 52. | 13. | Családi tűzhely (Hearth and Home)                  | Otta Hanus      | Deborah Nathan   | 1993. április 11. 1994. december 4.    | 413           |
| A zsémbes Eliza néni váratlanul betoppan Janetékhez, és mérhetetlenül felháborodik, mert senki sem várta, noha érkezéséről senkit sem értesített. Hogy meddig óhajt maradni, arról mélyen hallgat. Senkihez nincs egy jó szava, ugyanakkor megkülönböztetett jogokat követel magának. Még Felixnek is kiteszi a szűrét, mert szobáját melegebbnek találja. |     |                                                    |                 |                  |                                        |               |

### Ötödik évad (1994)
| Sor. | Év. | Cím                                               | Rendező         | Író              | Premier                             | Gyártási szám |
| --- | --- | ------------------------------------------------- | --------------- | ---------------- | ----------------------------------- | ------------- |
| 53. | 1.  | Apák és fiúk (Fathers and Sons)                   | Otta Hanus      | Heather Conkie   | 1994. január 9. 1996. január 6.     | 501           |
| Tremayne elégedett Felix munkájával, megdicséri és egyúttal arra kéri, hogy különös figyelemmel vegye körül a szálloda illusztris, dúsgazdag, ám szekánt vendégét, az idős Samuel Boddint. A gyakorlatias Eliza néni végrendeletet ír. A családi hagyomány szerint a földet a King család legidősebb fiára, Felixre akarja hagyni. Felix tervei viszont a szállodával kapcsolatosak. |     |                                                   |                 |                  |                                     |               |
| 54. | 2.  | Memento mori! - Emlékezz a halálra (Memento Mori) | Don McBrearty   | Heather Conkie   | 1994. január 9. 1996. január 13.    | 502           |
| Hetty néni 50. születésnapján a városba utazik a kiadójához. Itt nagy csalódás éri, mert a kiadó felbontja vele a szerződést - újabb regényét ugyanis eladhatatlannak tartja. Dolgavégezetlenül a korábbi vonattal érkezik meg, így népes családja születésnapi ünnepi tervét teljesen felborítja. Sara nem is érti, miért utálja Hetty néni ennyire a születésnapját. Az ünneplésre megérkezik a sikeres Muriel Stacy is. Hetty néniben kétségek támadnak eddigi életével kapcsolatban: talán feleslegesen pazarolta szeretetét és erejét családjára és tanítványaira? De a keserűségsorozat ezzel még nem ér véget.                                             |     |                                                   |                 |                  |                                     |               |
| 55. | 3.  | Modern idők (Modern Times)                        | F. Harvey Frost | Charles Lazer    | 1994. január 16. 1996. január 20.   | 503           |
| Hetty csupa aggodalom Oliviáék anyagi helyzete miatt. Megpróbálja Jaspert a hillsdale-i bankban elhelyezni, de csúfosan felsül a kétbalkezes feltalálóval. Mr. Dunn a konzervgyár felszámolását latolgatja és helyette szeszgyárat akar üzemeltetni. A puritán Hetty ezt nem tűrheti és más megoldás nem lévén, megveszi a veszteséges konzervgyárat. Új tulajdonának vezetésével Oliviát és Jaspert bízza meg, de a két álmodozó mellé biztonságként Gus-t is felveszi, hisz egykori tanítványa ebben a gyárban kezdett dolgozni. |     |                                                   |                 |                  |                                     |               |
| 56. | 4.  | Bajba jutott jó barát (A Friend in Need)          | Allan Kroaker   | Marlene Matthews | 1994. január 23. 1996. január 27.   | 504           |
| Rachel levelet kap, melyet Sara és Felix kézbesít, de a játékos kedvű Fickó kutya megkaparintja és a levél kinyílik. A gyerekek elolvassák és megtudják, hogy Rachel fia börtönbe került és látni szeretné édesanyját. Hallgatást fogadnak ugyan, de Felix nem tudja tartani a száját. A pletykás öreg hölgyek már bankrablással gyanúsítják Billyt. A két kis árva Rachel távollétében Hetty nénihez költözik. Sara rádöbben, hogy az eszes kis Davey nem tud olvasni. Izzy Pettibone-ról is kiderül, már nem szeret fiús viseletben járni. |     |                                                   |                 |                  |                                     |               |
| 57. | 5.  | A kapzsi kéjenc (Strictly Melodrama)              | Allan Kroeker   | Yan Moore        | 1994. január 30. 1996. február 3.   | 505           |
| A Műkedvelők Területi Vetélkedőjére Avonlea is benevezett, noha már 22 éve, hogy nem nyertek. Hetty esküszik rá, hogy most elsők lesznek, mert sikerült kiválasztania a legsikeresebb színdarabot, egy valóságos gyöngyszemet, melyet ő írt. Mint korábban a szerepeket, a színpadi kisegítő munkákat is ugyanazok a személyek kapják. Janet azonban megalázónak tartja, hogy mindig ő a súgó. Mindössze egy nyúlfarknyi szerepet szeretne, de Hetty erről hallani sem akar. A főszerepet Muriel betegsége miatt egy hivatásos neves színésznőre bízza. A színésznőben azonban kevés az alázat, annál nagyobb a beképzeltség.                                     |     |                                                   |                 |                  |                                     |               |
| 58. | 6.  | A nagy verseny (The Great Race)                   | Stefan Scaini   | Rick Drew        | 1994. február 6. 1996. február 10.  | 506           |
| Aratónapi jótékonysági vásárt rendeznek Avonlea-ben, hogy a bevételből az iskolai könyvtárat gyarapítsák. A tanító úr - az ünnepi hangulatot emelendő - tereplovaglási versenyt is szervez. Az első helyezett 10 dollár jutalmat kap. Az összeg felcsigázza Felix fantáziáját és benevez. Szorgalmasan edz, nyerni akar, pedig nincs könnyű dolga, versenytársai mind tapasztalt, idős lovasok. |     |                                                   |                 |                  |                                     |               |
| 59. | 7.  | Idegen az éjszakában (Stranger in the Night)      | Allan King      | Janet Maclean    | 1994. február 13. 1996. február 17. | 507           |
| A nagy vihar elől egy fiatalember Alec King pajtájában húzza meg magát. Amikor Alec rátalál, az ismeretlen férfi munkát kér tőle, és ő boldogan felfogadja, mert kell a dolgos kéz a széna begyűjtésénél. Janet és Hetty azonban gyanakodva fogadják, mert hosszú a haja, ápolt a keze és művelt. Gyanújuk beigazolódni látszik, amikor Olivia Newsdealből hozott újságaiból kiderül, hogy Caleb börtönviselt ember. Ennek ellenére Alec 50 dollár kölcsönt nyújt neki, hogy új életet kezdhessen. |     |                                                   |                 |                  |                                     |               |
| 60. | 8.  | Kinek higgyek? (Someone to Believe In)            | Eleanor Lindo   | Avrum Jacobson   | 1994. február 20. 1996. február 24. | 508           |
| John Hodgson, a leendő miniszterelnök, megkezdte korteshadjáratát és a Fehér Homok Szállóban lakik. Elkísérte kislánya is, aki módfelett tetszik Felixnek, de a fiú bátortalan kezdeményezéseit rendre visszautasítja. Hodgson azt javasolja Alec-nak, induljon a kerületi képviselőválasztáson. Janet örömmel veszi a hírt és már arról álmodozik, milyen is lenne az élet Ottawában. Mr. Tremayne új fiút alkalmaz pincérként, aki rögtön a széf gombját próbálgatja, az étteremben viszont kifejezetten kétbalkezesnek bizonyul. A szállodában lopások történnek és a gyanú az új alkalmazottra terelődik.                                                     |     |                                                   |                 |                  |                                     |               |
| 61. | 9.  | A csütörtöki gyerek (Thursday's Child)            | F. Harvey Frost | Heather Conkie   | 1994. február 27. 1996. március 2.  | 509           |
| Cecily nem csillapodó köhögése és állandó magas láza tüdővészre utal. Ezért a King gyerekeket mindenki elkerüli. Mr. Tremayne kényszerűségből felmond Felixnek. Muriel tanácsára Felicity beutazik a városi könyvtárba, hogy mindent megtudjon erről az alattomos betegségről. Cecily ápolásában Janet minden segítséget visszautasít, így ereje fogytán van. |     |                                                   |                 |                  |                                     |               |
| 62. | 10. | Kedves rokon (Best Laid Plans)                    | Eleanor Lindo   | Deborah Nathan   | 1994. március 6. 1996. március 9.   | 510           |
| A kísérletező kedvű Jasper - hála a kicsi Davey áldásos közreműködésének - végre feltalálja a törhetetlen műanyagot. Olivia a találmánnyal felkeres férje unokatestvérét, Jeremiach-ot, aki sikeres üzletember. A férfi óriási lehetőséget lát a találmányban és anyagilag segíti a gyártás elindítását. A pénz nagyrészét azonban Avonlea hiszékeny lakosaitól szerzi meg. Jasper fenntartással fogadja unokatestvére pálfordulását, mert gyermekkorában Jeremiach pokollá tette életét. Olivia kedvéért azonban feledi a sok sérelmet és hajlandó a kibékülésre.                                                                                                |     |                                                   |                 |                  |                                     |               |
| 63. | 11. | A jegyesek (Otherwise Engaged)                    | Allan King      | Heather Conkie   | 1994. március 13. 1996. március 16. | 511           |
| Izzy, mióta bátyja a kadétiskolában van, még többet szenved unatkozó apja szeszélyeitől. A kicsi Dora úgy véli, a tanító urat csak egy kutya vagy egy feleség tudná lekötni. Izzy Oliviánál puhatolózik, mi lenne, ha Hetty néni és édesapja gyakrabban találkoznának. Gus-t nagy megtiszteltetés éri, főnöke kinevezi a Fehér Homok Szálloda igazgatóhelyettesévé. A fiatalember elérkezettnek látja az időt, és megkéri Felicity kezét, de a lány, mivel felvették a Dalehouse orvosi egyetemre, nem mer igent mondani. Gus egyik barátja ösztönzésére tengerre száll, de előbb minden kötelezettségvállalás nélkül eljegyzi Felicityt.                         |     |                                                   |                 |                  |                                     |               |
| 64. | 12. | A királyfi színre lép (Enter Prince Charming)     | Stephen Surjik  | Raymond Storey   | 1994. március 20. 1996. március 23. | 512           |
| A Gyülekezeti Nőegylet tagjai Janet vezetésével a Borneóból érkező, ott misszionáriusként szolgálatot teljesítő tiszteletes házát csinosítják. A tiszteletes és családja azonban a vártnál korábban érkezik, ezért, hogy a költözés gyorsabb legyen, Janet kiosztja a gyerekek felügyeletét. |     |                                                   |                 |                  |                                     |               |
| 65. | 13. | A tiszteletesné (The Minister's Wife)             | Allan King      | Raymond Storey   | 1994. március 27. 1996. március 30. | 513           |
| Hetty néni csak praktikából egyezik bele, hogy Sara és Booth gyakran találkozzanak. Titokban azt reméli, ha Sara megismeri a fiút, majd ki is ábrándul belőle. A tiszteletesné, Mrs. Eliott elegáns kalapja és ruhája ingerli Avonlea idős hölgyeit. Viselkedése épp olyan hóbortos, mint a kalapja - hangoztatják. Viola magányosabbnak érzi magát, mint Kuala Lumpurban a bennszülöttek között. Egyetlen megértő lélekre talál csupán, és ez Janet. Egy megbeszélés során a tiszteletesné kissé többet iszik a kelleténél az élet vizéből. A két jókedvű asszony el is köti Miss Stacy automobilját. A botrányos eset újabb pletykálkodásra ad kiváló alkalmat. |     |                                                   |                 |                  |                                     |               |

### Hatodik évad (1995)
| Sor. | Év. | Cím                                                              | Rendező               | Író                            | Premier                                | Gyártási szám |
| --- | --- | ---------------------------------------------------------------- | --------------------- | ------------------------------ | -------------------------------------- | ------------- |
| 66. | 1.  | Gus Pike visszatér (The Return of Gus Pike)                      | Stephen Surjik        | Marlene Matthews               | 1995. január 15. 1997. szeptember 1.   | 601           |
| Felicity a halifaxi orvosi egyetemen tanul. A lány a látogatóba érkező Felixszel sétál az utcán, amikor váratlanul belebotlik Gus-ba. A találkozás fölöttébb kínos, hiszen Gus más lánnyal van. Feicity fölháborodásában visszaadja a fiúnak az eljegyzési gyűrűt. Elisa, a hibbant virágárusnő fölismeri Gus ujján Ezekiel Crane kapitány gyűrűjét. Rémületében futásnak ered. |     |                                                                  |                       |                                |                                        |               |
| 67. | 2.  | Magányos szívek (Lonely Hearts)                                  | Graeme Lynch          | Marlene Matthews               | 1995. január 15. 1997. szeptember 2.   | 602           |
| Avonlea apraja-nagyja jókedvűen készülődik a Fehér Homok Szállóban megtartandó jótékonysági vásárra. Ezen a vásáron az agglegények elemózsiás kosarára lehet licitálni, s a befolyt összeggel a kórházat támogatják. Muriel Stacy és Clive Pettibone egymásba szeretnek. Izzy és Felix között is virágzik a románc, Pierre La Pierre pedig Hetty nénit boronálja össze tulajdonostársával, Tremayne-nel. |     |                                                                  |                       |                                |                                        |               |
| 68. | 3.  | Júniusi karácsony (Christmas in June)                            | William Brayne        | Avrum Jacobson                 | 1995. január 22. 1997. szeptember 3.   | 603           |
| Cecily édesanyja látogatása után egyre nehezebben viseli a tüdőszanatórium szigorú rendjét. Barátságot köt a nehezen kezelhető, New Yorkból érkezett árva fiúval. Louie kifogyhatatlan az engedetlen ötletek megvalósításában, amelyekbe rendre bevonja a lányt. A szigorú igazgatónő szándékos károkozás miatt végül is Cecilyt eltanácsolja a szanatóriumból. A kislány meghívja Louie-t, hogy a karácsonyt töltse velük Avonlea-ban. |     |                                                                  |                       |                                |                                        |               |
| 69. | 4.  | Királyok és bolondok (Fools and Kings)                           | William Brayne        | Raymond Storey                 | 1995. január 29. 1997. szeptember 4.   | 604           |
| Eliza néni elvállalta a kis Daniel felügyeletét. Felicity a távoli egyetemen tanul. Felix állandóan túlórázik, Alec pedig a kemény mezőgazdasági munka mellett a Királyi Rend Lovagjai összejövetelét is szervezi. Janet a rászakadt nagy tétlenség miatt az elhagyott fészek szindrómájának áldozatává válik. Felbuzdulva egy újsághirdetésen, amely munkalehetőséget és jó bevételt ígér, bedolgozónak jelentkezik egy vállalatnál. A szerződést is aláírja, de minderről nem beszél a férjének.                                                                        |     |                                                                  |                       |                                |                                        |               |
| 70. | 5.  | Érkezések, távozások (Comings and Goings)                        | Eleanor Lindo         | Deborah Nathan                 | 1995. február 5. 1997. szeptember 8.   | 605           |
| Hosszas távollét után Sara - Luisa néni társaságában - végre megérkezik Avonlea-be, ahol kitörő szeretettel fogadják. Sara felvételt nyert a párizsi szépművészeti főiskolára, de ezt a hírt egyik öreg hölgynek sem meri bevallani. Luisa néni ugyanis európai körútra akarja vinni, Hetty néni meg Kanadával megismertetni. A két legdrágább ember között őrlődve Sarának végre sikerül megértetni velük dédelgetett álmát, hogy csak a művészet érdekli, mielőtt azok végzetesen összevesznének.                                                                       |     |                                                                  |                       |                                |                                        |               |
| 71. | 6.  | A rossz gyerek (The Trouble with Davey)                          | Stacey Stewart Curtis | Raymond Storey                 | 1995. február 12. 1997. szeptember 9.  | 606           |
| Rachel agyvérzést kap. Robert családjánál lábadozik betegségéből. Hetty néni védőszárnya alatt otthonra talál Dora és Davey. Dora engedelmes, de Davey-be mintha az ördög bújt volna. Végül bevallja Hetty néninek, lelkiismeret-furdalás gyötri, felelősnek érzi magát Rachel betegségéért. A tanárnő azt javasolja, hogy közös erővel rendezzék be a Rózsa-tanyát, ahová szeretettel várják vissza Rachelt, s ahol majd közösen ápolják. |     |                                                                  |                       |                                |                                        |               |
| 72. | 7.  | Elvárás és türelem (Great Expectations)                          | Charles Wilkinson     | Laurie Pearson                 | 1995. február 19. 1997. szeptember 10. | 607           |
| Davey nem jeleskedik az iskolában, tanára büntetésből a sarokba állítja. Davey viszont másnap nem hajlandó iskolába menni. Hetty néni első felháborodása után ügyes taktikát választ. Daveyt Jasper üzemébe küldi, hogy kóstoljon bele a kemény fizikai munkába. Azt reméli, hogy ettől észhez tér, és a tanulást választja. Davey azonban kijelenti, hogy Jasper mellett fog dolgozni, szereti a dadogós, csupa szív embert. Végül Jasper meggyőzi a fiút: az iskola az első.                                                                                            |     |                                                                  |                       |                                |                                        |               |
| 73. | 8.  | Rókamese (A Fox Tale)                                            | Kit Hood              | Laurie Pearson                 | 1995. február 26. 1997. szeptember 11. | 608           |
| Felix állandóan új pénzkereseti lehetőségen töri a fejét. Az erdőben sétálva kutyája felver egy rókát. Ez adja neki az ötletet, hogy rókafarmot létesítsen, hiszen a nemes szőrméből készült bunda keresett árucikk. A terv megvalósításához Izzy segítségét kéri. A két fiatal lelkesen lát munkához. A bankkölcsön megszerzéséhez azonban felnőtt kezesre van szükség, ezért Felix a léha Nat Lesterrel társul. Nat viszont könnyelműen szórni kezdi a kölcsönt. Ráadásul a rókák is megszöknek.                                                                        |     |                                                                  |                       |                                |                                        |               |
| 74. | 9.  | Minden változik (The More Things Change)                         | Allan Eastman         | Rick Drew                      | 1995. március 5. 1997. szeptember 15.  | 609           |
| Egy pompás vacsora közben Clive megkéri Muriel kezét, majd bejelenti Izzynek és Arthurnak házasságkötési szándékát. Izzy kedveli Murielt, mégsem örül, mert attól tart, a megnövekedő család még több alkalmazkodást követel tőle. Az is aggasztja, hogy apja ezután még kevésbé fogja szeretni. Muriel - tapasztalva a gyerek ellenszenvét - elhalasztja az esküvőt. Hetty néni azonban arra kéri, ne hozzon elhamarkodott döntést. Davey és a nebulók nászajándékra gyűjtenek. A naiv kisfiú meg akarja duplázni a meglévő összeget, mire csaknem az egészet elveszíti. |     |                                                                  |                       |                                |                                        |               |
| 75. | 10. | Ott vagy otthon, ahová a szíved húz (Home Is Where the Heart Is) | Stacey Stewart Curtis | Avrum Jacobson                 | 1995. március 19. 1997. szeptember 16. | 610           |
| Rachel állapota annyira javult, hogy egyedül utazhat vissza Avonlea-be. A vonaton azonban még egy szélütés éri, és félig összefagyva találják meg Hetty háza előtt. Dora és Davey nagy izgalommal és szeretettel várta az érkezését. A két aggódó gyerek megkéri Hettyt, hogy Rachelt ne engedje vissza a fiához. A tanárnő beleegyezik, de kiköti, hogy segíteniük kell az ápolásban. |     |                                                                  |                       |                                |                                        |               |
| 76. | 11. | Összekuszálódott szálak (What a Tangled Web We Weave)            | F. Harvey Frost       | Marlene Matthews               | 1995. március 26. 1997. szeptember 17. | 611           |
| Polanska grófnő megérkezik a Fehér Homok Szállodába, hogy részt vegyen fia esküvőjén, aki egy gazdag kanadai család lányával köt házasságot. A menyegző előtt ismerkedik meg az ara édesanyjával. Erre a találkozásra mindkét örömanya izgatottan készülődik. A látszat ellenére mindkét család szegény, mint a templom egere és a másiktól reméli sorsa jobbra fordulását. |     |                                                                  |                       |                                |                                        |               |
| 77. | 12. | Döntések (A Time to Every Purpose)                               | Stefan Scaini         | Laurie Pearson                 | 1995. április 6. 1997. szeptember 18.  | 612           |
| Felicity befejezte az első évet az orvosi fakultáson. A nyári szünetben otthon dr. Show mellett vállal munkát. A háziorvost kísérve rájön, hogy a gyógyítás milyen fáradságos munka. Amikor az orvos képtelen megakadályozni egyik betegének tragédiáját, Felicity gondolkodóba esik: vajon jó hivatást választott-e magának? Folytassa-e egyáltalán az egyetemi tanulmányát? |     |                                                                  |                       |                                |                                        |               |
| 78. | 13. | A hazatérés (Homecoming)                                         | Allan King            | Janet Maclean & Raymond Storey | 1995. április 2. 1997. szeptember 22.  | 613           |
| A King család mámoros az örömtől, amikor megtudják, hogy Cecily meggyógyult és végre hazatérhet. A boldog szülőket azonban az orvos lehűti: a betegség egy fertőzés hatására újra kialakulhat... |     |                                                                  |                       |                                |                                        |               |

### Hetedik évad (1996)
| Sor. | Év. | Cím                                                                                    | Rendező               | Író              | Premier                               | Gyártási szám |
| --- | --- | -------------------------------------------------------------------------------------- | --------------------- | ---------------- | ------------------------------------- | ------------- |
| 79. | 1.  | Új remények (Out of the Ashes)                                                         | Stefan Scaini         | Marlene Matthews | 1996. január 14. 1997. szeptember 23. | 701           |
| A jó öreg Lady Lloyd Avonlea lakóira hagyományozta szép, de elhanyagolt házát. Az örökség gondozása felborzolja a kedélyeket. Bizottságot hoznak létre, amelybe Felicityt is beválasztják. Az öreg épületből árvaházat csinálnak. Gus halálára nincs kézzel fogható bizonyíték, ezért Felicity nem akar beletörődni elvesztésébe. Édesapja unszolására, hogy Gus helyére engedjen valakit, elutasítóan válaszol. Pedig a bank fiatal igazgatója, Stuart McRae szívesen udvarolna neki. |     |                                                                                        |                       |                  |                                       |               |
| 80. | 2.  | A szerelem vak, de a szomszédok látnak (Love May Be Blind... But the Neighbours Ain't) | Allan King            | Raymond Storey   | 1996. január 14. 1997. szeptember 24. | 702           |
| Felix egyre több csodálatos dolgot fedez fel Izzyben, ezért minden alkalmat megragad, hogy a lány társaságában lehessen, noha a fiúk már csúfolják is emiatt. Monty kinőtt ruhácskáit Olivia a missziós ládába rakja, és félreértheteten célzást tesz, hogy szeretne egy kislányt. De a szórakozott professzor ezt meg sem hallja. Olivia elkeseredése még nagyobb lesz, amikor Jasper közli vele a nagyszerű hírt: Cambridge-be hívják tanárnak. A rosszindulatú Eulália félrehall egy mondatot, és máris telekürtöli a falut Oliviáék válásának hírével. Felix ostoba hiúságból kockáztatja, hogy örökre elveszti Izzy barátságát. Felicity szülei rábeszélésére úgy dönt, elfogadja Stuart házassági ajánlatát. |     |                                                                                        |                       |                  |                                       |               |
| 81. | 3.  | Davey és a hableány (Davey and the Mermaid)                                            | Allan King            | Jeremy Hole      | 1996. január 21. 1997. szeptember 25. | 703           |
| A kis Davey fantáziáját a hableány léte izgatja. Mindenáron bizonyítékot keres erre, de egyelőre hiába. A falu előkelő polgárait 1911-es avonlea-i vásár megszervezése foglalkoztatja, amikor Tremayne bejelenti, hogy az ünnepség fényét emelendő, vándor mutatványosokat szerződtetett. A társulat fő látványossága egy valódi hableány, akinek megtekintéséért az igazgató szép összeget kér. Hetty néni szigorú tilalma ellenére Davey besomfordál a sátorba. A hiszékeny kisfiút lelke mélyéig meghatja Melusina, a hableány szomorúsága, és gálánsan felajánlja, hogy mindent megtesz érte. |     |                                                                                        |                       |                  |                                       |               |
| 82. | 4.  | A nagyvilági nő (Woman of Importance)                                                  | Allan King            | Janet Maclean    | 1996. január 28. 1997. szeptember 29. | 704           |
| Muriel jó feleség, de az édesanya szerepét nem tudja betölteni a fiatal Izzy életében. A lázadozó kislány levelet ír Bostonban élő nagynénjének és látogatóba hívja. A nagypolgári életet élő elegáns dámának kapóra jön a meghívás, mert így elszökhet hitelezői elől. Lillian néni a Fehér Homokban száll meg. Megjelenésével és legutolsó divat szerinti ruhatárával valósággal elbűvöli Izzyt. A leányka már azt fontolgatja, hogy nagynénjével örökre elmegy Bostonba. Ekkor kapja meg Muriel a Lillian néni nevére szóló végrehajtói értesítést. A mostohaanyára hárul az a kényes feladat, hogy figyelmeztesse Izzyt, ne vegyen mindent készpénznek, amit az idős hölgy mond. |     |                                                                                        |                       |                  |                                       |               |
| 83. | 5.  | Meglepetések (Secrets and Sacrifices)                                                  | William Brayne        | Laurie Pearson   | 1996. február 4. 1997. szeptember 30. | 705           |
| Janet testvére, Abigail családjával együtt visszaköltözött Avonlea-be. A régi házba még nem rendezkedhetnek be, mert a mennyezet beázott. Janet felajánlja, hogy a felújítás alatt lakjanak náluk. Az energikus és ellentmondást nem tűrő Abigail miatt egyre nagyobb az idegeskedés és a terror a King-családban. A régi ház takarítása közben Cecily egy szerszámosládában King nagyapa nevére szóló értékpapírokat talál. Malcolm, a gyakorlatias üzletember szerint a papírok most is sokat érnek. |     |                                                                                        |                       |                  |                                       |               |
| 84. | 6.  | Az élet édes misztériuma (Ah... Sweet Mystery of Life)                                 | Stacey Stewart Curtis | Marlene Matthews | 1996. február 11. 1997. október 1.    | 706           |
| Egymás felé tereli a sors az igazságtalanul megbántott Hettyt és Tremayne-t. A két idősödő emberben föllobban a szerelem lángja, és a világ megszépül körülöttük. Mindenkit meglepnek, amikor bejelentik a házassági szándékukat. Hettyben azonban erős a hivatástudat. A gyerekek korrepetálása közben elfeledkezik a külvilágról és Tremayne vacsorameghívásáról. |     |                                                                                        |                       |                  |                                       |               |
| 85. | 7.  | A Broadway királya (King of the Great White Way)                                       | F. Harvey Frost       | Hart Hanson      | 1996. február 18. 1997. október 2.    | 707           |
| Mr. és Mrs. Blaine, a különc művészházaspár teljesen felforgatja Avonlea életét, amikor az egyik alkotói hétvégére beszállásolják magukat a Fehér Homok Szállodába. Amikor Hetty megtudja, hogy a művészek V. György király vendégei voltak a Buckingham-palotában, ellenszenvét félretéve koncertet szervez számukra. Jasper egy láda alkatrészt küld feleségének azzal a meghagyással: összerakás után szabadalmaztasd! A működésbe hozott szerkezetben Felix nagy fantáziát lát. A Blaine házaspár pedig a koncerten fellépő Alec hangjában lát nagy fantáziát, és egyenesen a Broadway-en akarják felléptetni. |     |                                                                                        |                       |                  |                                       |               |
| 86. | 8.  | Teljes napfogyatkozás (Total Eclipse)                                                  | William Brayne        | Heather Conkie   | 1996. február 25. 1997. október 6.    | 708           |
| Amikor Cecily nagy siettében a tombola bevételéből származó jótékonysági pénzt a büdös ruhákkal együtt a tűzbe dobja, Felixhez fordul segítségért. A fiúnak van mentő ötlete, de ehhez egy kicsit be kell csapnia főnökét. A teljes napfogyatkozás látványára összecsődült vendégeknek azt a felvilágosítást adja, hogy a Fehér Homokban már nincs szabad szoba. Szülei távollétében a King-tanya minden zugát kiadja. A sok fizetővendég kiszolgálása meghaladja erejüket. Amikor a szülők megérkeznek a városból, van mit megmagyarázni, és van miért bocsánatot kérni. |     |                                                                                        |                       |                  |                                       |               |
| 87. | 9.  | Az új fiúk (From Away)                                                                 | Stefan Scaini         | Laurie Pearson   | 1996. március 3. 1997. október 7.     | 709           |
| Két új fiú érkezik Angliából Avonlea-be, az árvaházba, a McNulty-fiúk. Sanyarú gyerekkoruk miatt nehezen illeszkednek be Hetty és Davey minden jószándéka ellenére. Davey segíteni akar a srácokon, de folyton összetűzésbe kerül az idősebbik testvérrel, Brettel. Bár a fiúk egész jól összebarátkoznak Daveyvel, nem szándékoznak hosszabb ideig Avonlea-ben maradni: bátyjukat, Jimet szeretnék megkeresni Halifaxban, hogy vele együtt visszatérhessenek Angliába. Hetty néni nem segít, mivel attól fél, ezzel a fiúk gyámságát veszélyeztetné. Davey viszont inkább a szívére hallgat, és segít McNultyéknak megkeresni Jimet, és feljutni egy hajóra, ami Angliába viszi vissza őket. Hetty mérges Davey felelőtlensége miatt, de jól tudja, a kisfiú felnőtt módjára cselekedett, mikor segített az új fiúkon. |     |                                                                                        |                       |                  |                                       |               |
| 88. | 10. | Bál után (After the Ball is Over)                                                      | Graeme Lynch          | Raymond Storey   | 1996. március 10. 1997. október 8.    | 710           |
| Eliza néni 90 éves, a Ward-lányok nagyszabású partit szeretnének rendezni neki. Hogy az ünneplés még nagyobb legyen, Abigail meghívja Eliza kuzinját, a majd' 100 éves Winifred nénit is. A néni mindenkit ugráltat, Elizával is gonoszul bánik, hiszen folyton közös szerelmüket, a Krímben elesett katonatisztet emlegeti. Eliza néni partija jól sikerül, a jókedvnek azonban Winifred néni halála vet véget. Eliza hazaviszi Winifred testét Angliába, ahol mindketten születtek és nevelkedtek. |     |                                                                                        |                       |                  |                                       |               |
| 89. | 11. | Gyere haza! (Return to Me)                                                             | F. Harvey Frost       | Raymond Storey   | 1996. március 17. 1997. október 9.    | 711           |
| Egy misztikus telefonhívás után Felicity és Hetty útra kel Charlestonba, Dél-Karolinába, hogy megkeresse az elveszettnek hitt Gus Pike-ot. Egy titokzatos telefonhívásból Felicity megtudja, hogy Gus Pike él. Hetty nénivel elutazik a dél-karolinai Charlestownba. Mindez elodázza Stuarttal kötendő házasságának időpontját. Vőlegénye fájó szívvel elengedi a hosszú útra, és csak arra kéri: "gyere vissza"! A hajón ismeretséget kötnek a nagyon udvarias és előzékeny Horace Beckkel, akinek segítségével Gust megtalálják egy jóravaló fekete családnál. A Gusszal való találkozás megrendítő, mert kiderül: a hajótörésnél keletkezett robbanás miatt a fiatalember elveszítette szeme világát. |     |                                                                                        |                       |                  |                                       |               |
| 90. | 12. | Nehéz idők (The Last Hurrah)                                                           | William Brayne        | Laurie Pearson   | 1996. március 24. 1997. október 13.   | 712           |
| Eulalie Bugle és Archie Gillis Avonlea Carmodyval való egyesítése mellett kampányol Alec, Bert Potts és Stuart legnagyobb félelmére. Jasper egy érzelmes beszéde a győzelem zálogát jelenti Alecnek és támogatóinak, ám a Dale konzervgyár felrobbanása megváltoztatja a győztesek szerencséjét. |     |                                                                                        |                       |                  |                                       |               |
| 91. | 13. | Szívünknek kedves (So Dear to My Heart)                                                | Graeme Lynch          | Marlene Matthews | 1996. március 31. 1997. október 14.   | 713           |
| Gus visszatérése Avonlea-be megdöbbenti a King családot, és arra készteti Felicityt, hogy felbontsa Stuarttal kötött eljegyzését. Hetty néni szokás szerint összeveszik a családdal, így nem hajlandó elmenni az esküvőre sem, azonban Felicity meggyőzi arról, hogy néha félre kell tennie személyes elveit és a családja érdekeit kell néznie. Ez az epizód a sorozat utolsó része. |     |                                                                                        |                       |                  |                                       |               |

### Speciális rész (1998)
| Sor. | Év. | Cím                                                  | Premier                               |
| --- | --- | ---------------------------------------------------- | ------------------------------------- |
| 1. | 1.  | Boldog karácsonyt, Miss King! (An Avonlea Christmas) | 1998. december 13. 2000. december 26. |
| Felix harcol a Világháborúban Elberttel együtt. Egy csatában mindketten eltűnnek az egyik európai harcmezőn. A rossz hír megrázza a King családot, de nem adják fel a reményt, hogy Felixet viszontláthassák. Eközben Hetty néni szokásos stílusában vezeti az iskolát és készíti fel a gyerekeket a karácsonyi ünnepségre. Felix eltűnésének hírét is a tőle megszokott módon fogadja. Olivia visszajön Avonlea-be karácsonyra a gyerekekkel, de Jasper nélkül. Sikerül rögtön összevesznie Hetty nénivel. Hetty nénit egy váratlan betegség kórházba kényszeríti, ahol egy fontos műtéten kell átesnie. Janettet megviseli Felix eltűnésének híre, nem tudja elfogadni a történteket. A film végére természetesen minden jóra fordul: Hetty néni műtétje sikerül, és a karácsonyi vacsorára Felix is betoppan a család legnagyobb örömére. |     |                                                      |                                       |